# Nordafrika Mittelost Initiative der Deutschen Wirtschaft

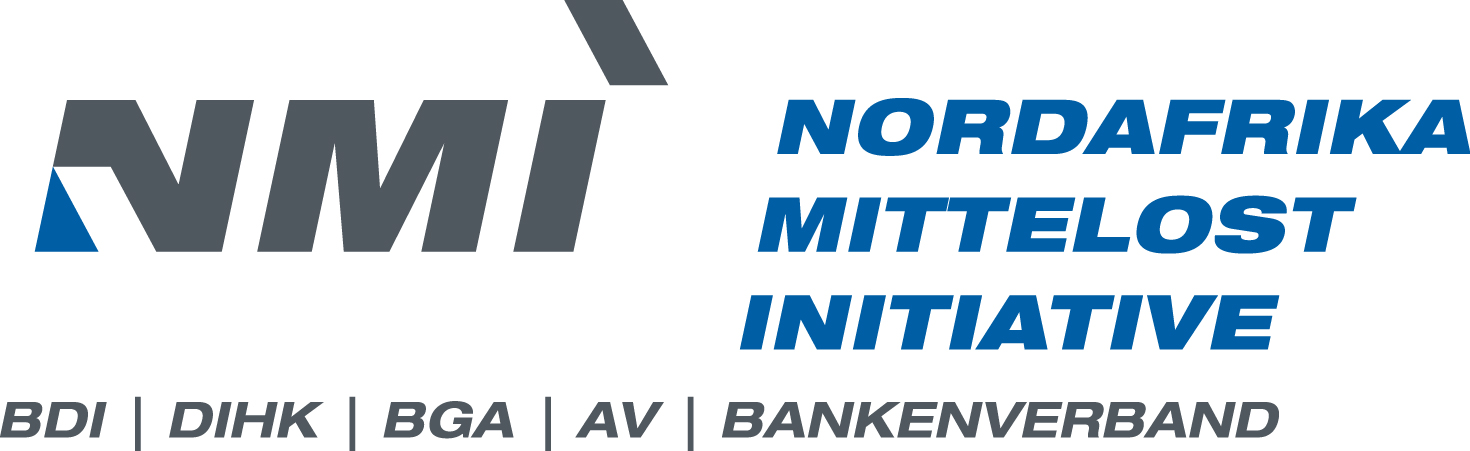
Logo

Die Nordafrika Mittelost Initiative der Deutschen Wirtschaft (Abk. NMI) dient dem Auf- und Ausbau der bilateralen Geschäftsbeziehungen mit den Ländern Nordafrikas und des Nahen Ostens (MENA-Region). Sie gehört wie auch z. B. der Asien-Pazifik-Ausschuss der Deutschen Wirtschaft (APA) und der Ost-Ausschuss der Deutschen Wirtschaft zu den Regionalinitiativen, die in Deutschland die inhaltliche Diskussion zu Handel und Investitionen in Bezug auf die jeweilige Region gestalten. 
Im Mittelpunkt steht die Koordination und Kommunikation der Interessen der Trägerorganisationen gegenüber politischen Entscheidungsträgern in Deutschland und in den Partnerstaaten. Gleichzeitig steht die NMI der Bundesregierung mit ihrer Expertise als Ansprechpartner bei wirtschaftspolitischen und außenwirtschaftlichen Themen zur Verfügung. 

## Trägerverbände
- Bundesverband der Deutschen Industrie e. V. (BDI)
- Deutsche Industrie- und Handelskammer (DIHK)
- Bundesverband Großhandel, Außenhandel, Dienstleistungen e. V. (BGA)
- Afrika-Verein der deutschen Wirtschaft e. V. (AV)
- Bundesverband deutscher Banken e. V. (Bankenverband)

## Organisation
Die Koordinierung der NMI liegt beim BDI in der Abteilung „Internationale Märkte“. Zum Netzwerk der NMI gehören insbesondere die deutschen Auslandshandelskammern und Delegiertenbüros in der Region. Die NMI besteht aus einem fünfköpfigen Präsidium.

## Tätigkeitsbereich
Der Tätigkeitsbereich der NMI umfasst insgesamt 20 Länder bzw. Territorien:
| - Afghanistan - Ägypten - Algerien - Bahrain - Irak - Iran - Jemen - Jordanien - Katar - Kuwait | - Libanon - Libyen - Marokko - Oman - Pakistan - Palästinensische Autonomiegebiete - Saudi-Arabien - Syrien - Tunesien - Vereinigte Arabische Emirate |